# Philodoria nigrelloides
Philodoria nigrelloides är en fjärilsart som först beskrevs av Otto Herman Swezey 1946.  Philodoria nigrelloides ingår i släktet Philodoria och familjen styltmalar. Inga underarter finns listade i Catalogue of Life.